# Cécrops
Pour les articles homonymes, voir Cécrops (homonymie).
Dans la mythologie grecque, Cécrops (en grec ancien Κέκροψ / Kékrops) est le fondateur mythique d'Athènes, premier roi légendaire d'Attique. La tradition est floue à son égard, flou accentué par l'existence de Cécrops fils d'Érechthée, que certains auteurs semblent parfois confondre. Sous son règne eut lieu la dispute d'Athéna et de Poséidon sur l'Aréopage.

## Mythe
Cécrops serait le premier autochtone — mot qui signifie « enfant spontané de la terre » — et serait né avec un corps mi-homme mi-serpent, tout comme plus tardivement Érichthonios. Dans plusieurs traditions il est décrit comme un fils de Gaïa, né de la semence qui imprégnait le tissu avec lequel Athéna s'était essuyé la jambe, après avoir subi et repoussé les assauts d'Héphaïstos éperdu de désir pour elle. Élevé par Athéna, il devient le premier roi de l'Attique et épouse Aglaure, fille d'Actée. Certains auteurs, sachant qu'Homère utilise parfois le mot Actée pour « Attique », font de ce dernier le premier roi d'Attique plutôt que Cécrops. Aglaure et Cécrops ont un fils, Érysichthon, et trois filles, Aglaure, Hersé et Pandrose.
Un point commun de toutes les légendes est que Cécrops « civilise » les Athéniens : il introduit l'agriculture et l'écriture. Il provoque le retrait du droit de vote des femmes, car elles ont voté pour Athéna contre lui dans une élection qu'il a organisée. Il institue la monogamie et retire aux enfants le nom de leur mère pour leur donner celui de leur père, ayant découvert le rôle biologique de la paternité. Il reconnaît Zeus comme roi des dieux, apprend aux hommes à vénérer correctement ceux-ci, et interdit les sacrifices humains, offrant à leur place des gâteaux. Il fonde Athènes, dont il appelle la citadelle Cécropia, et divise l'Attique en douze tribus. Dans la réforme de Clisthène, il est le héros éponyme de l'une des tribus athéniennes.
C'est pendant son règne que Poséidon et Athéna se disputent l'Attique. Poséidon frappe la terre de son trident, et une source d'eau salée en jaillit, tandis qu'Athéna offre un olivier. Cécrops choisit alors Athéna, dont le présent est le plus utile. Selon une variante de Varron, Cécrops soumet le choix à une assemblée mixte. Les femmes votent en faveur d'Athéna et les hommes de Poséidon ; les femmes, plus nombreuses d'une voix, font pencher la balance en faveur d'Athéna. Furieux, Poséidon submerge l'Attique sous les flots. Pour apaiser sa colère, les Athéniens doivent imposer aux femmes trois punitions : les femmes n'auront plus le droit de vote ; aucun enfant ne portera le nom de sa mère ; les femmes ne seront plus appelées Athéniennes.
Diodore de Sicile conteste la validité de la légende athénienne relative à la forme mi-humaine mi-animale de Cécrops. Selon lui, la véritable explication provient manifestement de sa double appartenance ethnique, puisque Cécrops, roi d'Athènes, était d'origine égyptienne.

## Représentations artistiques
Rubens représenta ses trois filles découvrant Érichthonios, dans un tableau peint autour de 1615. Jacob Jordaens donne sa propre interprétation de la scène en 1617 et en 1640.

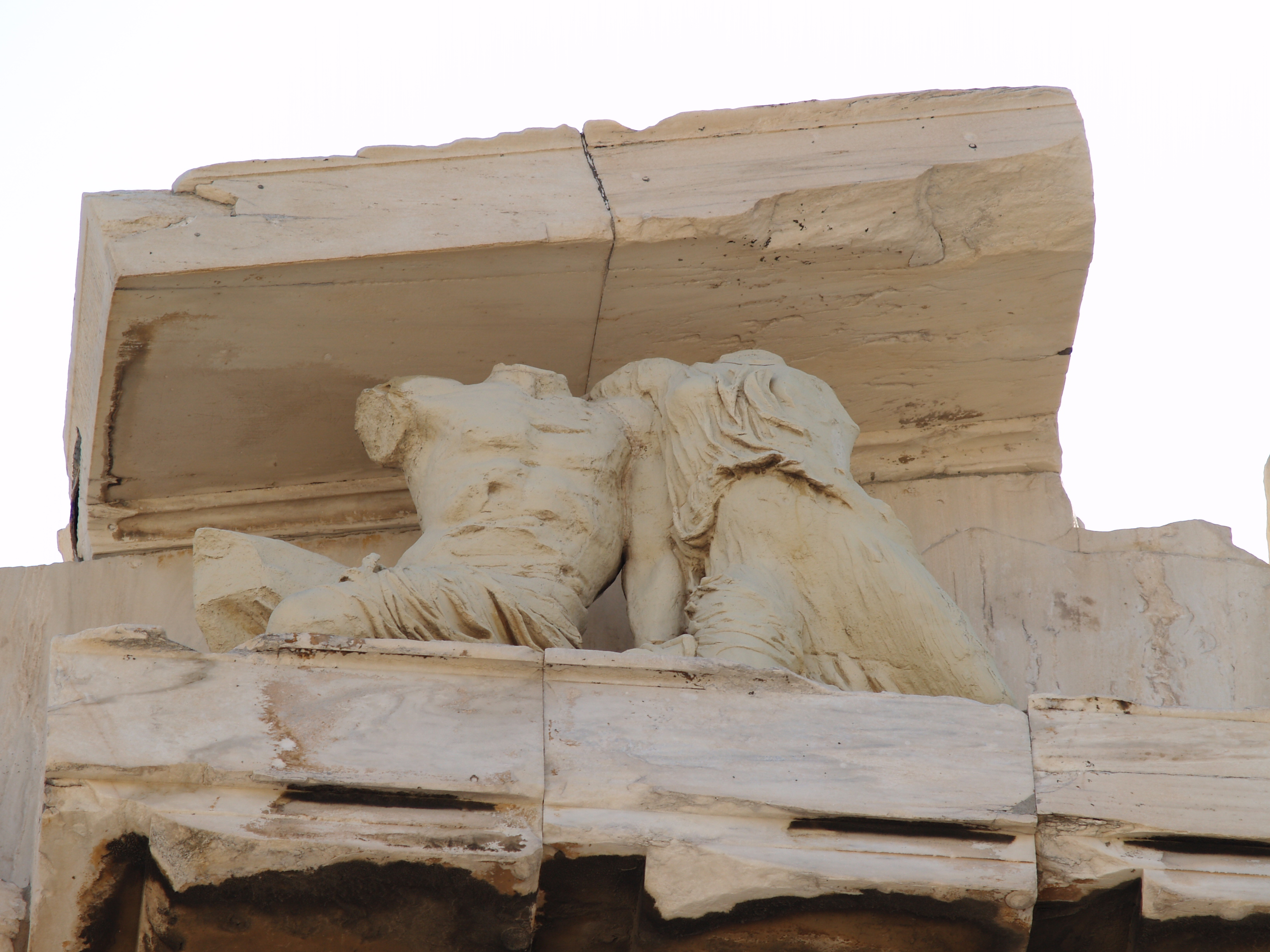
Cécrops, et sa fille Pandrose sur le fronton ouest du Parthénon.

## Sources
- Pseudo-Apollodore, Bibliothèque [détail des éditions] [lire en ligne] (III, 14, 1-2).
- Hygin, Fables [détail des éditions] [(la) lire en ligne] (XLVIII).
- Nonnos de Panopolis, Dionysiaques [détail des éditions] [lire en ligne] (XLI, 59).
- Pausanias, Description de la Grèce [détail des éditions] [lire en ligne] (I, 2, 6).
- Strabon, Géographie (IX, 1, 20)